# 库尔松-蒙特卢
库尔松-蒙特卢（法語：Courson-Monteloup，法語發音：[kuʁsɔ̃ mɔ̃tlu] ⓘ）是法国法兰西岛大区埃松省的一个市镇，属于帕莱索区。该市镇由库尔松（Courson）和蒙特卢（Monteloup）等村庄组成。

## 地理
库尔松-蒙特卢（48°35'32"N, 2°8'41"E）面积3.74 平方千米，位于法国法蘭西島大區埃松省，该省份为法国北部内陆省份，北起上塞纳省和马恩河谷省，西接厄尔-卢瓦省和伊夫林省，南至卢瓦雷省，东临塞纳-马恩省。
与库尔松-蒙特卢接壤的市镇（或旧市镇、城区）包括：丰特奈莱布里、布里苏福尔日、圣莫里斯蒙库罗讷、沃格里尼厄斯。

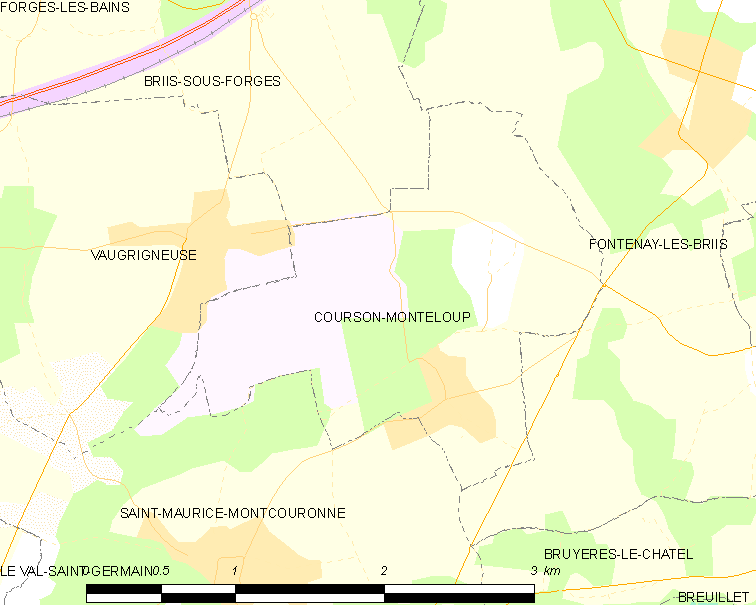
库尔松-蒙特卢的OSM定位图

库尔松-蒙特卢的时区为UTC+01:00、UTC+02:00（夏令时）。

## 行政
库尔松-蒙特卢的邮政编码为91680，INSEE市镇编码为91186。

## 政治
库尔松-蒙特卢所属的省级选区为杜尔当县。

## 人口

1962-2008年间库尔松-蒙特卢人口变化图示

库尔松-蒙特卢于2022年1月1日时的人口数量为570人。